# Liopleurodon
Liopleurodon byl středně velký masožravý mořský plaz ze skupiny pliosauridů, který žil před 165 až 155 miliony let (geologický stupeň kelloway až kimmeridž) v období střední až svrchní jury.

## Anatomie
Se svými čtyřmi ploutvemi byl vytrvalým plavcem, který dokázal velmi prudce zrychlit, což je velmi důležité pro dravce, který útočí ze zálohy. Studie jeho lebky prokázala, že svým čichem dokázal zachytit i jemné pachy. S největší pravděpodobností měl velmi málo přirozených nepřátel, do jeho jídelníčku patřili zejména ryby a jiní mořští plazi.

## Velikost
Není dosud jistá. Paleontolog L. B. Tarlo vychází z předpokladu, že délka lebky pliosaurů (mezi něž patří i Liopleurodon) tvoří zhruba jednu sedminu celkové délky těla. Nejdelší nalezená lebka liopleurodona přitom měří 1,26 metru. Pro největší druh rodu Liopleurodon byla délka těla stanovena na 6,3 až 6,6 metru. Někteří vědci se ale domnívají, že mohl dosahovat délky až kolem 10 metrů.

## Rozšíření
Fosilie tohoto rodu byly objeveny v Německu, Francii a Velké Británii, protože v době střední jury byla tato oblast pokryta rozsáhlým mořem. Velmi podobné formy pliosaurů žily zhruba ve stejné době (asi před 160 miliony let) také na území dnešní České republiky. Jejich fosilie byly objeveny ve 30. letech 20. století v okolí Brna.

## Dokumenty
Liopleurodon se objevil v epizodě "Kruté moře" v televizním dokumentu od BBC Putování s dinosaury a také ve speciální trilogii stejného dokumentu Monstra pravěkých oceánů. V tomto seriálu je však mylně vyobrazen jako největší dravec všech dob, vážící 150 tun a měřící na délku 25 metrů. Tyto rozměry bývají často uváděny i v některých nepříliš odborných knihách, což dokazuje přílišnou důvěru mnohých lidí v informace zmíněné v seriálech. Ve skutečnosti byly rozměry liopleurodonů podstatně skromnější, ačkoliv se stále jednalo o obřího dravce.